# Neumer Katalin
Neumer Katalin (Budapest, 1956. november 20. – Budapest, 2015. augusztus) magyar filozófus, filozófiatörténész. A filozófiai tudományok kandidátusa (1990), a Magyar Tudományos Akadémia doktora (2002).

## Életpályája
1975–1981 között az Eötvös Loránd Tudományegyetem Bölcsészettudományi Kar magyar-filozófia szakos hallgatója volt. 1981–1987 között az Eötvös Loránd Tudományegyetem Bölcsészettudományi Kar filozófia tanszékén tudományos ösztöndíjas és tudományos munkatárs volt. 1987–1991 között a Magyar Tudományos Akadémia Filozófiai Intézetének tudományos munkatársa, 1991–2002 között tudományos főmunkatársa, 2003-tól tudományos tanácsadója volt. 1989-től az S-European Journal for Semiotic Studies szerkesztőségi tagja volt. 1995–2015 között a Magyar Wittgenstein Társaság elnöke volt. 1997–2000 között a nyelv- és tudományfilozófiai kutatócsoportot vezette. 2002-ben a Magyar Tudományos Akadémia doktora lett. 2004-től a Wittgenstein-Studien szerkesztőségi tagja volt. 2011–2015 között a Filozófiai Tudományos Bizottság, a Filozófiai Bizottság és a Magyar Filozófiai Társaság tagja volt.

### Munkássága
A Heidelbergi Egyetem filozófia tanszékén 3 évig ösztöndíjas volt. Hosszabb tanulmányutat tett Cambridge-ben, Bécsben, Fribourgban, Wolfenbüttelben, Prágában és Bergenben. Kutatási területe kezdetben az irodalomelmélet a prózaelemzés volt, majd a nyelvfilozófia, Ludwig Wittgenstein filozófiája volt. Utóbb a XVIII. századi nyelvfilozófia története, a nyelv és a gondolkodás viszonya, a relativizmus, a szóbeliség és az írásbeliség viszonya foglalkoztatta.
Temetése a Megyeri temetőben történt (2-es parcella).

## Művei
- Határutak. Ludwig Wittgenstein késői filozófiájáról (1991)
- Tévelygések a nyelv labirintusában. Filozófiai-irodalmi tanulmányok (1995)
- Gondolkodás, beszéd, írás (1998)
- Nyelv, gondolkodás, relativizmus (1999)
- Die Relativitat der Grenzen. Studien zur Philosophie Wittgensteins (2000)
- Kép, szó, írás Wittgenstein filozófiájában (2002)
- Kép, beszéd, írás (2003)
- Traditionen Wittgensteins (szerkesztő, 2004)
- Minden filozófia "nyelvkritika". 1.: Nyelvfilozófia Locke-tól Kierkegaard-ig (2004)
- Sprache, Denken, Nation: Kultur- und Geistesgeschichte von Locke bis zur Moderne (társszerkesztő, 2005)
- A lélek aspektusai. Wittgenstein a "Filozófiai vizsgálódások" után (2006)
- Identitások és médiák 1: Identitások és váltások (2015)
- Identitások és médiák 2: Médiák és váltások (2015)

## Fordításai
- Ludwig Wittgenstein: A bizonyosságról (1989)
- Wittgenstein: Filozófiai vizsgálódások (1992, 1998)

## Díjai
- Ránki György-díj (1999)[4]